# Ерёмин, Евгений Алексеевич
Евгений Алексеевич Еремин (род. 10 декабря 1999) — российский самбист и дзюдоист, серебряный призёр чемпионатов России по самбо, серебряный и бронзовый призёр чемпионатов Европы по самбо, двукратный победитель юношеского первенства мира, трёхкратный победитель юниорского первенства Европы. Мастер спорта России международного класса по самбо. В 2017 году занял третье место на международном турнире по дзюдо во Владивостоке.

## Спортивные результаты
- Чемпионат России по самбо 2018 года — ;
- Чемпионат России по самбо 2019 года — ;